# (4459) Nusamaibashi
(4459) Nusamaibashi ist ein Hauptgürtelasteroid, der am 30. Januar 1990 von Masanori Matsuyama und Kazurō Watanabe am Observatorium in Kushiro-shi entdeckt wurde.
Der Asteroid wurde nach der Brücke Nusamaibashi über den Fluss Kushiro benannt.